# Maciej Żurowski
Maciej Żurowski (ur. 17 września 1915 w Płocku, zm. 8 maja 2003 w Warszawie) – romanista i tłumacz, profesor literatury francuskiej na Uniwersytecie Warszawskim. 

## Życiorys
Po zdaniu matury w gimnazjum humanistycznym im. Marszałka Stanisława Małachowskiego w Płocku, w 1933 podjął studia w Seminarium Filologii Romańskiej UW, gdzie w 1937 uzyskał stopień magistra filozofii. Jako stypendysta Instytutu Włoskiego miesiące letnie spędził we Florencji, natomiast stypendium rządu francuskiego (1937/1938) umożliwiło mu pobyt w Paryżu, uczęszczanie na Sorbonę. Był uczniem Stanisława Wędkiewicza, Jeana Fabre’a i Daniela Morneta. W końcu czerwca 1939 obronił pracę doktorską pt. Les poèmes hermétiques de Stéphane Mallarmé, lecz na promocję czekał aż do 1946.
W czasie okupacji przebywał u rodziców w Płocku (czerwiec 1939–luty 1942) – cztery miesiące spędził w więzieniu za próbę przekroczenia granicy Generalnej Guberni, następnie w Warszawie (do jesieni 1942), w Wolicy w powiecie opatowskim (od jesieni 1942 do kwietnia 1944), gdzie prowadził tajne komplety gimnazjalno-licealne dla dzieci miejscowych gospodarzy i znów w Warszawie. Po wysiedleniu dotarł do Krakowa (1945/1946).
Po powrocie do Warszawy został zatrudniony w Seminarium Filologii Romańskiej UW kolejno na stanowisku starszego asystenta (1946–1948), wykładowcy (1951–1955) i profesora literatury francuskiej (1955–1985). Kierował studium doktoranckim na Wydziale Polonistyki. W latach 1948–1951 pracował w Ministerstwie Oświaty (Wydział Studiów Humanistycznych), w Instytucie Badań Literackich PAN oraz w wydawnictwie „Książka”, później „Książka i Wiedza”, gdzie kierował działem literackim. Po przejściu na emeryturę kontynuował pracę dydaktyczną wykładając literaturę hiszpańską w uniwersytetach: Śląskim (1985–1990) i Poznańskim (1990–1994).
Był autorem wielu artykułów naukowych w czasopismach polskich i francuskich (poświęconym m.in. Fryderykowi Chopinowi). Współzałożyciel i redaktor naczelny „Kwartalnika Neofilologicznego” (od 1954). Inicjator powstania i członek redakcji czasopism: „Przegląd Humanistyczny” (1957–2003), „Poezja” (1972–1980) oraz „Les Cahiers de Varsovie” (1972–2003). Przekładał i opracowywał wielu francuskich autorów, między innymi Stéphane'a Mallarmégo, Marcela Prousta, Jeana Giraudoux, Guillaume Apollinaire'a czy Lautréamonta.
Opublikował antologie Arcydzieła francuskiego średniowiecza (Warszawa 1968) i Symbolizm francuski (Warszawa 1988).
Był mężem Barbary Heleny ze Strynkiewiczów (1924–2022).
Zmarł w Warszawie, pochowany 17 maja 2003 na cmentarzu Wojskowym na Powązkach (kwatera A23-11-6).

## Publikacje (wybór)[4]
- Les poèm es hermétiques de Stéphane Mallarmé. Essai d'interprétation, Warszawa 1947.
- „Pani Bovary" i rozwój powieści nowoczesnej, „Przegląd Humanistyczny” 1958, nr 4, s. 17–44.
- Apollinaire w czterdziestolecie śmierci, „Przegląd Humanistyczny” 1958, nr 6, s. 47–80.
- Stendhal i powieść francuska dziewiętnastego wieku, „Zagadnienia Rodzajów Literackich” 1960, nr 2/5, s. 43–76.
- Norwid i symboliści, „Przegląd Humanistyczny” 1964, nr 4, s. 101–125.
- Reverdy, „Przegląd Humanistyczny” 1970, nr 6, s. 73–104.
- Ezra Pound, „lepszy rzemieślnik”, „Przegląd Humanistyczny” 1974, nr 6, s. 89–112.
- Aktualna problematyka manieryzmu w historii literatury, [w:] Przełom wieków XVI i XVII w literaturze i kulturze polskiej, Wrocław 1974, s. 77–95.
- Boy i Balzac, „Przegląd Humanistyczny” 1975, nr 3, s. 71–81.
- Ostatni poemat Mallarmégo, „Poezja” 1975, nr 7/8, s. 62–65.
- Nadrealizm polski, „Poezja” 1975, nr 9, s. 47–49.
- Lautréamont i Mickiewicz, „Przegląd Humanistyczny” 1977, nr 1, s. 25–43.
- Les rapports de la poésie et de la peinture à l'époque du symbolisme : questions de méthode, „Les Cahiers de Varsovie” 1978, nr 5, s. 71–88.
- Le surréalism e comme problème de littérature comparée, „Les Cahiers de Varsovie” 1980 : 6, s. 23–55.
- L 'intertextualité, ses antécédents et ses perspectives, „Kwartalnik Neofilologiczny” 1983, nr 2, s. 111–125.
- Hopkins, Mallarmé, Norwid, „Poezja” 1983, nr 4/5, s. 184–191.
- Apollinaire sur les chemins du monologue intérieur, „Les Cahiers de Varsovie” 1984, nr 11, s. 123–133.
- Mallarmé et le problème de l'interprétation plurielle, [w .] Approches m éthodologiques de la recherche littéraire, Prace Naukowe Uniwersytetu Śląskiego 1985, nr 697, s. 121–132.
- Christian Sénéchal, critique des années trente, [w:] Irruption de l'Histoire dans la littérature, Prace Naukowe Uniwersytetu Śląskiego 1986, nr 807, s. 33–45.
- Le périple géographique et idéologique de Gyorgy Lucâcs, „Les Cahiers de Varsovie” 1991 : 22, s. 215–231.
- Kochanowski e Licofrone, [w:] Il Rinascimento in Polonia, Napoli 1994, s. 93–115.
- „Cieplarnie” Maeterlincka w Polsce na przełomie stuleci, [w:] Symbolizm francuski i Młoda Polska, Warszawa 1994, s. 65–96.
- Chopin et Mochnacki : une amitié dans la mêlée romantique, [w:] La Fortune de Frédéric Chopin, Paris 1994, s. 11–16.
- Le haïkaï en France, un confluent de la modernité, [w:] Les oubliés de la modernité, Paris-Varsovie 1997, s. 25–38.
- Cendrars, Apollinaire, Marinetti... une trajectoire de la modernité, [w:] Blaise Cendrars au vent d ’Est, Warszawa 2000, s. 131–157.

## Ordery i odznaczenia
- Krzyż Kawalerski Orderu Odrodzenia Polski[4]
- Medal 10-lecia Polski Ludowej (19 stycznia 1955)[5]
- Order Narodowy Zasługi (Francja)[6]